# Molukse torenvalk
De Molukse torenvalk (Falco moluccensis) is een vogel uit de familie van valken (Falconidae).

## Kenmerken
Een volwassen exemplaar is gemiddeld 30 centimeter lang, iets kleiner dan de gewone torenvalk. De vogel lijkt ook sterk op de torenvalk, maar is zwaarder gestippeld en heeft een donkerder gekleurde borst (beide geslachten). Het vrouwtje heeft een grijs gebandeerde staart. Ook qua gedrag lijkt deze valk op de torenvalk.

## Verspreiding en leefgebied
De Molukse torenvalk komt voor op de eilanden Java, Bali, Timor en Celebes en is daarmee een endemische soort van Indonesië (zij het dat hij ook voorkomt op Oost-Timor). Het is een bewoner van meer agrarisch gebied zoals grasland met verspreid voorkomende bomen, aangeplant bos en de randen van regenwouden. De vogel lijdt niet door ontbossing.
De soort telt 2 ondersoorten:
- F. m. moluccensis: de noordelijke en zuidelijke Molukken.
- F. m. microbalius: van Java tot de Kleine Soenda-eilanden, Celebes en de Tanimbar-eilanden.

## Status
De Molukse torenvalk heeft een groot verspreidingsgebied en daardoor alleen al is de kans op uitsterven uiterst gering. De grootte van de populatie wordt geschat op tientallen van duizend individuen en gaat in aantal vooruit. Om deze redenen staat deze torenvalk als niet bedreigd op de Rode Lijst van de IUCN.